# آندرو هوی
آندرو هوی (به انگلیسی: Andrew Hoy) ورزشکار مرد رشتهٔ سوارکاری اهل کشور استرالیا است. وی در بین سال‌های ‎۱۹۹۲ تا ۲۰۰۰ میلادی در مسابقات بازی‌های المپیک تابستانی در مجموع ۴ مدال، شامل ۳ مدال طلا و ۱ نقره را کسب کرد.